# Donato Maria Dell'Olio
Donato Maria Dell'Olio, italijanski rimskokatoliški duhovnik, škof in kardinal, * 27. december 1847, Bisceglie, † 18. januar 1902.

## Življenjepis
23. decembra 1871 je prejel duhovniško posvečenje. 
14. decembra 1891 je bil imenovan za nadškofa Rossana; škofovsko posvečenje je prejel 20. decembra istega leta. 5. februarja 1898 je bil imenovan za nadškofa Beneventa.
15. aprila 1901 je bil povzdignjen v kardinala in imenovan za kardinal-duhovnika S. Balbina.